# Catalogul Caldwell

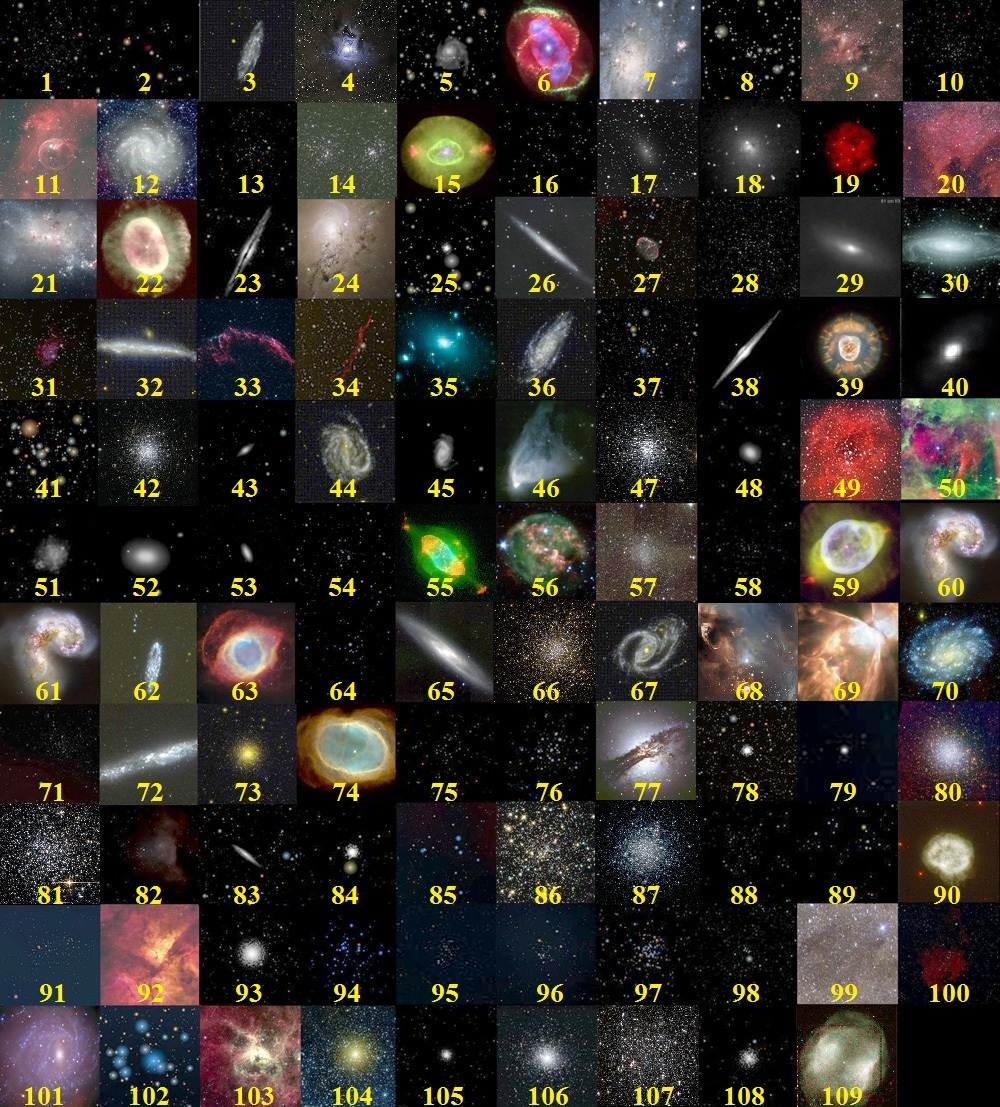

Catalogul Caldwell este un catalog astronomic ce cuprinde 109 obiecte cerești: roiuri de stele luminoase, galaxii și nebuloase. Catalogul este realizat pe baza unor observații realizate de către astronomi amatori. Lista a fost creată de Sir Patrick Caldwell-Moore, mai bine-cunoscut ca Patrick Moore, ca o completare a Catalogului Messier.
Catalogul Messier este frecvent utilizat de astronomii amatori ca listă de obiecte de pe cerul profund, interesante pentru observații, însă Moor a remarcat că lista nu cuprinde numeroase obiecte strălucitoare de pe cerul profund, deși sunt prezente Hyadele, Roiul Dublu din Perseu (NGC 869 și NGC 884), precum și galaxia Sculptorul (NGC 253). În plus, Moore a observat că lucrarea lui Messier, compilată doar pe baza observațiilor din emisfera nordică, a exclus obiectele luminoase de pe cerul profund din emisfera sudică, ca Omega Centauri, Centaurus A, Cutia cu Bijuterii și 47 Tucanae. Repede el a întocmit o listă de 109 obiecte (asemănător cu numărul de obiecte din Catalogul Messier) și apoi a publicat-o în Sky & Telescope în decembrie 1995.
După publicarea sa, popularitatea catalogului și utilizarea sa de către astronomii amatori au crescut. Micile erori de compilare din versiunea originală, din 1995, au fost corectate. În mod excepțional, Moore a utilizat unul din numele sale pentru a-și denumi lista, iar catalogul adoptă C pentru a redenumi obiecte care aveau, până atunci, denumiri comune.
Cum a fost arătat mai sus, lista a fost compilată pornind de la obiecte deja identificate de astronomi profesioniști și observate, în mod curent, de astronomii amatori. Față de obiectele din Catalogul Messier, care sunt enumerate în ordinea în care au fost descoperite, obiectele din Catalogul Caldwell sunt ordonate pornind de la declinația lor, C1 fiind obiectul cel mai la Nord, iar C109 cel mai la Sud, deși două obiecte (NGC 4244 și Hyadele) sunt enumerate în ordine. Lista inițială a identificat într-un mod incorect S Norma Cluster ca fiind NGC 6067 și a catalogat într-un mod eronat Lambda Centauri (IC 2944) ca fiind Gamma Centauris. În edițiile următoare aceste erori au fost corectate.
Un progres natural pentru astronomii amatori care ar dori să observe obiectele de pe cerul profund ar fi să consulte Catalogul Messier, apoi Catalogul Caldwell și să termine cu Catalogul Herschel 400. La sfârșitul acestui exercițiu observatorul va fi văzut aproape 600 de obiecte. Deși în cele trei cataloage sunt repertoriate 618 obiecte, catalogul Herschel 400 conține câteva obiecte din cataloagele Messier și Caldwell.

Harta obiectelor Caldwell

## Numărul de obiecte din catalogul Caldwell, după tip
| Nebuloasă obscură           | 1   |
| Galaxii                     | 35  |
| Roiuri stelare globulare    | 18  |
| Nebuloase                   | 9   |
| Roiuri stelare              | 25  |
| Roiuri stelare și nebuloase | 6   |
| Nebuloase planetare         | 13  |
| Resturi de supernove        | 2   |
| Total                       | 109 |

## Obiecte Caldwell

### Legenda
| Roi stelar |
| Nebuloasă  |
| Galaxie    |

### 1-10
| Număr Caldwell | Număr NGC | Nume comun                 | Imagine | Tip obiect               | Distanța până la obiect (mii de ani lumină) | Constelație | Magnitudine aparentă |
| -------------- | --------- | -------------------------- | ------- | ------------------------ | ------------------------------------------- | ----------- | -------------------- |
| C1             | NGC 188   |                            |         | Roi deschis              | 4.8                                         | Cefeu       | 8.1                  |
| C2             | NGC 40    | Nebuloasa papion din Cefeu |         | Nebuloasă planetară      | 3.5                                         | Cefeu       | 11                   |
| C3             | NGC 4236  |                            |         | Galaxie                  | 7,000                                       | Dragonul    | 9.7                  |
| C4             | NGC 7023  | Nebuloasa Iris             |         | Roi deschis și Nebuloasă | 1.4                                         | Cefeu       | 7                    |
| C5             | IC 342    |                            |         | Galaxie                  | 13,000                                      | Girafa      | 9                    |
| C6             | NGC 6543  | Nebuloasa Ochi de Pisică   |         | Nebuloasă planetară      | 3                                           | Dragonul    | 9                    |
| C7             | NGC 2403  |                            |         | Galaxie                  | 14,000                                      | Girafa      | 8.4                  |
| C8             | NGC 559   |                            |         | Roi deschis              | 3.7                                         | Cassiopeia  | 9.5                  |
| C9             | Sh2-155   | Nebuloasa Peștera          |         | Nebuloasă                | 2.8                                         | Cefeu       | -                    |
| C10            | NGC 663   |                            |         | Roi deschis              | 7.2                                         | Cassiopeia  | 7.1                  |

### 11-20
| Număr Caldwell | Număr NGC         | Nume comun                           | Imagine | Tip obiect              | Distanța până la obiect (mii de ani lumină) | Constelație | Magnitudine aparentă |
| -------------- | ----------------- | ------------------------------------ | ------- | ----------------------- | ------------------------------------------- | ----------- | -------------------- |
| C11            | NGC 7635          | Nebuloasa Bula                       |         | Nebuloasă               | 7.1                                         | Cassiopeia  | -                    |
| C12            | NGC 6946          |                                      |         | Galaxie                 | 18,000                                      | Cefeu       | 8.9                  |
| C13            | NGC 457           | Roiul Bufnița, Roiul E.T.            |         | Roi deschis             | -                                           | Cassiopeia  | 6.4                  |
| C14            | NGC 869 & NGC 884 | Roiul Dublu din Perseu, H & χ Persei |         | Roi deschis             | 7.3                                         | Perseu      | 4                    |
| C15            | NGC 6826          | Nebuloasa planetară clipitoare       |         | Nebuloasă planetară     | 2.2                                         | Lebăda      | 10                   |
| C16            | NGC 7243          |                                      |         | Roi deschis             | 2.5                                         | Șopârla     | 6.4                  |
| C17            | NGC 147           |                                      |         | Galaxie                 | 2,300                                       | Cassiopeia  | 9.3                  |
| C18            | NGC 185           |                                      |         | Galaxie                 | 2,300                                       | Cassiopeia  | 9.2                  |
| C19            | IC 5146           | Nebuloasa Cocon                      |         | Roi deschis & Nebuloasă | 3.3                                         | Lebăda      | 7.2                  |
| C20            | NGC 7000          | Nebuloasa America de Nord            |         | Nebuloasă               | 1.8                                         | Lebăda      | -                    |

### 21-30
| Număr Caldwell | Număr NGC | Nume comun                  | Imagine | Tip obiect          | Distanța până la obiect (mii de ani lumină) | Constelație    | Magnitudine aparentă |
| -------------- | --------- | --------------------------- | ------- | ------------------- | ------------------------------------------- | -------------- | -------------------- |
| C21            | NGC 4449  |                             |         | Galaxie             | 10,000                                      | Canes Venatici | 9.4                  |
| C22            | NGC 7662  | Nebuloasa Bulgăre de Zăpadă |         | Nebuloasă planetară | 3.2                                         | Andromeda      | 9                    |
| C23            | NGC 891   |                             |         | Galaxie             | 31,000                                      | Andromeda      | 10                   |
| C24            | NGC 1275  | Perseus A                   |         | Galaxie             | 230,000                                     | Perseus        | 11.6                 |
| C25            | NGC 2419  |                             |         | Roi globular        | 275                                         | Lynx           | 10.4                 |
| C26            | NGC 4244  |                             |         | Galaxie             | 10,000                                      | Canes Venatici | 10.2                 |
| C27            | NGC 6888  | Nebuloasa Semiluna          |         | Nebuloasă           | 4.7                                         | Lebăda         | 7.4                  |
| C28            | NGC 752   |                             |         | Roi deschis         | 1.2                                         | Andromeda      | 5.7                  |
| C29            | NGC 5005  |                             |         | Galaxie             | 69,000                                      | Canes Venatici | 9.8                  |
| C30            | NGC 7331  |                             |         | Galaxie             | 47,000                                      | Pegasus        | 9.5                  |

### 31-40
| Număr Caldwell | Număr NGC | Nume comun                | Imagine | Tip obiect            | Distanța până la obiect (mii de ani lumină) | Constelație    | Magnitudine aparentă |
| -------------- | --------- | ------------------------- | ------- | --------------------- | ------------------------------------------- | -------------- | -------------------- |
| C31            | IC 405    | Nebuloasa stelară Flaming |         | Nebuloasă             | 1.6                                         | Auriga         | -                    |
| C32            | NGC 4631  | Galaxia Balena            |         | Galaxie               | 22,000                                      | Canes Venatici | 9.3                  |
| C33            | NGC 6992  | Nebuloasa Voalul          |         | Rămășiță de supernovă | 2.5                                         | Cygnus         | -                    |
| C34            | NGC 6960  | Nebuloasa Voalul          |         | Rămășiță de supernovă | 2.5                                         | Cygnus         | -                    |
| C35            | NGC 4889  |                           |         | Galaxie               | 300,000                                     | Coma Berenices | 11.4                 |
| C36            | NGC 4559  |                           |         | Galaxie               | 32,000                                      | Coma Berenices | 9.9                  |
| C37            | NGC 6885  |                           |         | Roi deschis           | 1.95                                        | Vulpecula      | 6                    |
| C38            | NGC 4565  | Galaxia Acul              |         | Galaxie               | 32,000                                      | Coma Berenices | 9.6                  |
| C39            | NGC 2392  | Nebuloasa Eschimosul      |         | Nebuloasă planetară   | 4                                           | Gemini         | 10                   |
| C40            | NGC 3626  |                           |         | Galaxie               | 86,000                                      | Leo            | 10.9                 |

### 41-50
| Număr Caldwell | Număr NGC | Nume comun                  | Imagine | Tip obiect   | Distanța până la obiect (mii de ani lumină) | Constelație | Magnitudine aparentă |
| -------------- | --------- | --------------------------- | ------- | ------------ | ------------------------------------------- | ----------- | -------------------- |
| C41            | Mel25     | Hyadele                     |         | Roi deschis  | 0.151                                       | Taurul      | 0.5                  |
| C42            | NGC 7006  |                             |         | Roi globular | 135                                         | Delfinul    | 10.6                 |
| C43            | NGC 7814  |                             |         | Galaxie      | 49,000                                      | Pegas       | 10.5                 |
| C44            | NGC 7479  |                             |         | Galaxie      | 106,000                                     | Pegas       | 11                   |
| C45            | NGC 5248  |                             |         | Galaxie      | 74,000                                      | Boarul      | 10.2                 |
| C46            | NGC 2261  | Hubble's Variable Nebuloasă |         | Nebuloasă    | 2.5                                         | Monoceros   | -                    |
| C47            | NGC 6934  |                             |         | Roi globular | 57                                          | Delfinul    | 8.9                  |
| C48            | NGC 2775  |                             |         | Galaxie      | 55,000                                      | Racul       | 10.3                 |
| C49            | NGC 2237  | Nebuloasa Rozeta            |         | Nebuloasă    | 4.9                                         | Licornul    | 9.0                  |
| C50            | NGC 2244  |                             |         | Roi deschis  | 4.9                                         | Licornul    | 4.8                  |

### 51-60
| Număr Caldwell | Număr NGC | Nume comun          | Imagine | Tip obiect          | Distanța până la obiect (mii de ani lumină) | Constelație | Magnitudine aparentă |
| -------------- | --------- | ------------------- | ------- | ------------------- | ------------------------------------------- | ----------- | -------------------- |
| C51            | IC 1613   |                     |         | Galaxie             | 2,300                                       | Cetus       | 9.3                  |
| C52            | NGC 4697  |                     |         | Galaxie             | 76,000                                      | Virgo       | 9.3                  |
| C53            | NGC 3115  | Spindle Galaxie     |         | Galaxie             | 22,000                                      | Sextans     | 9.2                  |
| C54            | NGC 2506  |                     |         | Roi deschis         | 10                                          | Licornul    | 7.6                  |
| C55            | NGC 7009  | Nebuloasa Saturn    |         | Nebuloasă planetară | 1.4                                         | Aquarius    | 8                    |
| C56            | NGC 246   |                     |         | Nebuloasă planetară | 1.6                                         | Cetus       | 8                    |
| C57            | NGC 6822  | Galaxia lui Barnard |         | Galaxie             | 2,300                                       | Sagittarius | 9                    |
| C58            | NGC 2360  |                     |         | Roi deschis         | 3.7                                         | Canis Major | 7.2                  |
| C59            | NGC 3242  | Fantoma lui Jupiter |         | Nebuloasă planetară | 1.4                                         | Hydra       | 9                    |
| C60            | NGC 4038  | Galaxiile Antennae  |         | Galaxie             | 83,000                                      | Corvus      | 10.7                 |

### 61-70
| Număr Caldwell | Număr NGC | Nume comun          | Imagine | Tip obiect              | Distanța până la obiect (mii de ani lumină) | Constelație      | Magnitudine aparentă |
| -------------- | --------- | ------------------- | ------- | ----------------------- | ------------------------------------------- | ---------------- | -------------------- |
| C61            | NGC 4039  | Galaxiile Antennae  |         | Galaxie                 | 83,000                                      | Corvus           | 13                   |
| C62            | NGC 247   |                     |         | Galaxie                 | 6,800                                       | Cetus            | 8.9                  |
| C63            | NGC 7293  | Nebuloasa Helix     |         | Nebuloasă planetară     | 0.522                                       | Aquarius         | 7.3                  |
| C64            | NGC 2362  |                     |         | Roi deschis & Nebuloasă | 5.1                                         | Canis Major      | 4.1                  |
| C65            | NGC 253   | Galaxia Sculptorul  |         | Galaxie                 | 9,800                                       | Sculptor         | 7.1                  |
| C66            | NGC 5694  |                     |         | Roi globular            | 113                                         | Hydra            | 10.2                 |
| C67            | NGC 1097  |                     |         | Galaxie                 | 47,000                                      | Fornax           | 9.3                  |
| C68            | NGC 6729  |                     |         | Nebuloasă planetară     | 0.424                                       | Corona Australis | -                    |
| C69            | NGC 6302  | Nebuloasa Fluturele |         | Nebuloasă planetară     | 5.2                                         | Scorpius         | 13                   |
| C70            | NGC 300   |                     |         | Galaxie                 | 3,900                                       | Sculptor         | 9                    |

### 71-80
| Număr Caldwell | Număr NGC | Nume comun               | Imagine | Tip obiect              | Distanța până la obiect (mii de ani lumină) | Constelație      | Magnitudine aparentă |
| -------------- | --------- | ------------------------ | ------- | ----------------------- | ------------------------------------------- | ---------------- | -------------------- |
| C71            | NGC 2477  |                          |         | Roi deschis             | 3.7                                         | Puppis           | 5.8                  |
| C72            | NGC 55    |                          |         | Galaxie                 | 4,200                                       | Sculptor         | 8                    |
| C73            | NGC 1851  |                          |         | Roi globular            | 39.4                                        | Columba          | 7.3                  |
| C74            | NGC 3132  | Nebuloasa Optul Explodat |         | Nebuloasă planetară     | 2                                           | Vela             | 8                    |
| C75            | NGC 6124  |                          |         | Roi deschis             | 1.5                                         | Scorpius         | 5.8                  |
| C76            | NGC 6231  |                          |         | Roi deschis & Nebuloasă | 6                                           | Scorpionul       | 2.6                  |
| C77            | NGC 5128  | Centaurus A              |         | Galaxie                 | 16,000                                      | Centaurul        | 7                    |
| C78            | NGC 6541  |                          |         | Roi globular            | 22.3                                        | Corona Australis | 6.6                  |
| C79            | NGC 3201  |                          |         | Roi globular            | 17                                          | Vela             | 6.8                  |
| C80            | NGC 5139  | Omega Centauri           |         | Roi globular            | 17.3                                        | Centaurul        | 3.7                  |

### 81-90
| Număr Caldwell | Număr NGC                                                                 | Nume comun          | Imagine | Tip obiect          | Distanța până la obiect (mii de ani lumină) | Constelație | Magnitudine aparentă |
| -------------- | ------------------------------------------------------------------------- | ------------------- | ------- | ------------------- | ------------------------------------------- | ----------- | -------------------- |
| C81            | NGC 6352                                                                  |                     |         | Roi globular        | 18.6                                        | Ara         | 8.2                  |
| C82            | NGC 6193                                                                  |                     |         | Roi deschis         | 4.3                                         | Ara         | 5.2                  |
| C83            | NGC 4945                                                                  |                     |         | Galaxie             | 17,000                                      | Centaurul   | 9                    |
| C84            | NGC 5286                                                                  |                     |         | Roi globular        | 36                                          | Centaurul   | 7.6                  |
| C85            | IC 2391                                                                   | Omicron Vel Cluster |         | Roi deschis         | 0.5                                         | Vela        | 2.5                  |
| C86            | NGC 6397                                                                  |                     |         | Roi globular        | 7.5                                         | Ara         | 5.7                  |
| C87            | NGC 1261                                                                  |                     |         | Roi globular        | 55.5                                        | Horologium  | 8.4                  |
| C88            | NGC 5823                                                                  |                     |         | Roi deschis         | 3.4                                         | Circinus    | 7.9                  |
| C89            | NGC 6087 (scris NGC 6067 în original, dar descrierea era pentru NGC 6087) | S Norma Cluster     |         | Roi deschis         | 3.3                                         | Norma       | 5.4                  |
| C90            | NGC 2867                                                                  |                     |         | Nebuloasă planetară | 5.5                                         | Carina      | 10                   |

### 91-100
| Număr Caldwell | Număr NGC | Nume comun                 | Imagine | Tip obiect                        | Distanța până la obiect (mii de ani lumină) | Constelație         | Magnitudine aparentă |
| -------------- | --------- | -------------------------- | ------- | --------------------------------- | ------------------------------------------- | ------------------- | -------------------- |
| C91            | NGC 3532  |                            |         | Roi deschis                       | 1.6                                         | Carina              | 3                    |
| C92            | NGC 3372  | Nebuloasa Eta Carinae      |         | Nebuloasă                         | 7.5                                         | Carina              | -                    |
| C93            | NGC 6752  |                            |         | Roi globular                      | 13                                          | Pavo                | 5.4                  |
| C94            | NGC 4755  | Cutia cu bijuterii         |         | Roi deschis                       | 4.9                                         | Crux                | 4.2                  |
| C95            | NGC 6025  |                            |         | Roi deschis                       | 2.5                                         | Triangulum Australe | 5.1                  |
| C96            | NGC 2516  |                            |         | Roi deschis                       | 1.3                                         | Carina              | 3.8                  |
| C97            | NGC 3766  |                            |         | Roi deschis                       | 5.8                                         | Centaurul           | 5.3                  |
| C98            | NGC 4609  |                            |         | Roi deschis                       | 4.2                                         | Crux                | 6.9                  |
| C99            | -         | Nebuloasa Sacul cu cărbuni |         | Nebuloasă obscură                 | 0.61                                        | Crux                | -                    |
| C100           | IC 2944   | Nebuloasa Lambda Centauri  |         | Roi deschis & Nebuloasă planetară | 6                                           | Centaurul           | 4.5                  |

### 101-109
| Număr Caldwell | Număr NGC | Nume comun          | Imagine | Tip obiect              | Distanța până la obiect (mii de ani lumină) | Constelație | Magnitudine aparentă |
| -------------- | --------- | ------------------- | ------- | ----------------------- | ------------------------------------------- | ----------- | -------------------- |
| C101           | NGC 6744  |                     |         | Galaxie                 | 34,000                                      | Pavo        | 9                    |
| C102           | IC 2602   | Roiul Theta Carinae |         | Roi deschis             | 0.492                                       | Carina      | 1.9                  |
| C103           | NGC 2070  | Nebuloasa Tarantula |         | Roi deschis & Nebuloasă | 170                                         | Dorado      | 8.2                  |
| C104           | NGC 362   |                     |         | Roi globular            | 27.7                                        | Tucana      | 6.6                  |
| C105           | NGC 4833  |                     |         | Roi globular            | 19.6                                        | Musca       | 7.4                  |
| C106           | NGC 104   | 47 Tucanae          |         | Roi globular            | 14.7                                        | Tucana      | 4                    |
| C107           | NGC 6101  |                     |         | Roi globular            | 49.9                                        | Apus        | 9.3                  |
| C108           | NGC 4372  |                     |         | Roi globular            | 18 .9                                       | Musca       | 7.8                  |
| C109           | NGC 3195  |                     |         | Nebuloasă planetară     | 5.4                                         | Chamaeleon  | -                    |